# José Arroyo Cabrera
José Alcides Arroyo Cabrera (Pujilí, 12 de enero de 1981) es un diseñador, político y activista LGBT ecuatoriano. Es el alcalde de Pujilí, desde el 14 de mayo de 2023; convirtiéndose en la primera persona abiertamente LGBT en ser elegida a una alcaldía en la historia del Ecuador.

## Biografía
José Alcides nació el 12 de enero de 1981, en el cantón ecuatoriano de Pujilí.
Realizó su formación primaria en la entonces «Escuela Fiscal Mixta de Pujilí», y la secundaria en el entonces «Colegio Provincia de Cotopaxi».
Estudió en la Universidad Regional Autónoma de los Andes, en la Universidad Técnica de Ambato, y en el entonces Instituto Superior Aeronáutico (hoy Universidad de las Fuerzas Armadas de Ecuador), en donde obtuvo el título de ingeniero en Diseño, la licenciatura en Administración de Empresas Turísticas, y el posgrado en Ciencias Políticas y Administración Pública.

## Vida política

### Candidatura a la alcaldía de Pujilí
En 2022, fue elegido candidato por el movimiento político Revolución Ciudadana, para liderar la coalición: Unión Cantonal por el Cambio, para ocupar la Alcaldía de Pujilí, en las elecciones seccionales de 2023. Entre sus principales propuestas de campaña estaban la mejora del sistema de agua potable y alcantarillado, del sistema sanitario del cantón y la construcción de espacios comunitarios.
El 18 de septiembre de 2022, sufrió un atentado luego de que dos hombres lo atacaran con un cuchillo en sus brazos y abdomen. De acuerdo a un comunicado emitido por el movimiento político del que Arroyo Cabrera formaba parte, el atentado habría sido por motivos políticos, pues se preparaba a hacer una denuncia sobre supuestos actos de corrupción en la administración del entonces alcalde, Luis Ughsa. Como respuesta al hecho, los habitantes de Pujilí realizaron una marcha para exigir justicia por el caso.
Durante la campaña electoral, fue objeto de ataques homofóbicos por el alcalde Luis Ugsha, quien buscaba la reelección y calificó durante un mitin político a las personas LGBT como «una plaga» y «un demonio contra la ley de Dios». Estas declaraciones fueron rechazadas por colectivos por los derechos LGBT como la campaña Acuerdo por la Igualdad Voto LGBT+, además de la Secretaría de la Mujer y la organización Fundamedios.
Tras las elecciones de 2023 fue elegido como el virtual alcalde de Pujilí, por liderar el escrutinio de la votación con el 63.7% de los votos; lo que lo convirtió en uno de los alcaldes electos con mayor votación y el primero abiertamente LGBT en la historia del país. Tras ganar la elección, aseveró en una entrevista que su victoria era una «clara muestra de que se han roto estereotipos y paradigmas» y se estaban dando «pasos agigantados para lograr la consecución de derechos».
En las elecciones presidenciales de 2025 apoyo fervientemente al movimiento ADN del actual presidente Daniel Noboa 

### Alcalde de Pujilí
El 14 de mayo de 2023, cuando Luis Ugsha dejó la alcaldía, se llevó a cabo el cambio de mando para dar paso a la posesión de Arroyo como alcalde de Pujilí.